# شينغتاي
شينغتاي (بالصينية: 邢台) هي مدينة من مدن الصين. يبلغ عدد سكانها 7104103 نسمة حسب إحصائيات سنة 2010. تبلغ مساحتها 12432 كم².

## المناخ
يظهر الجدول التالي التغييرات المناخية على مدار السنة لشينغتاي:
| البيانات المناخية لـشينغتاي        | البيانات المناخية لـشينغتاي | البيانات المناخية لـشينغتاي | البيانات المناخية لـشينغتاي | البيانات المناخية لـشينغتاي | البيانات المناخية لـشينغتاي | البيانات المناخية لـشينغتاي | البيانات المناخية لـشينغتاي | البيانات المناخية لـشينغتاي | البيانات المناخية لـشينغتاي | البيانات المناخية لـشينغتاي | البيانات المناخية لـشينغتاي | البيانات المناخية لـشينغتاي | البيانات المناخية لـشينغتاي |
| الشهر                              | يناير                       | فبراير                      | مارس                        | أبريل                       | مايو                        | يونيو                       | يوليو                       | أغسطس                       | سبتمبر                      | أكتوبر                      | نوفمبر                      | ديسمبر                      | المعدل السنوي               |
| ---------------------------------- | --------------------------- | --------------------------- | --------------------------- | --------------------------- | --------------------------- | --------------------------- | --------------------------- | --------------------------- | --------------------------- | --------------------------- | --------------------------- | --------------------------- | --------------------------- |
| الدرجة القصوى °م (°ف)              | 20.9 (69.6)                 | 27.4 (81.3)                 | 30.2 (86.4)                 | 35.2 (95.4)                 | 39.7 (103.5)                | 41.1 (106.0)                | 40.6 (105.1)                | 38.7 (101.7)                | 39.0 (102.2)                | 37.0 (98.6)                 | 27.8 (82.0)                 | 27.6 (81.7)                 | 41.1 (106.0)                |
| متوسط درجة الحرارة الكبرى °م (°ف)  | 3.9 (39.0)                  | 7.3 (45.1)                  | 13.6 (56.5)                 | 21.9 (71.4)                 | 27.5 (81.5)                 | 32.1 (89.8)                 | 31.9 (89.4)                 | 30.3 (86.5)                 | 26.9 (80.4)                 | 21.1 (70.0)                 | 12.4 (54.3)                 | 5.9 (42.6)                  | 19.6 (67.2)                 |
| المتوسط اليومي °م (°ف)             | −1.6 (29.1)                 | 1.5 (34.7)                  | 7.9 (46.2)                  | 15.7 (60.3)                 | 21.4 (70.5)                 | 26.0 (78.8)                 | 27.0 (80.6)                 | 25.6 (78.1)                 | 21.0 (69.8)                 | 14.7 (58.5)                 | 6.5 (43.7)                  | 0.4 (32.7)                  | 13.8 (56.8)                 |
| متوسط درجة الحرارة الصغرى °م (°ف)  | −6.1 (21.0)                 | −3.1 (26.4)                 | 2.5 (36.5)                  | 9.8 (49.6)                  | 15.1 (59.2)                 | 20.2 (68.4)                 | 22.6 (72.7)                 | 21.6 (70.9)                 | 16.1 (61.0)                 | 9.4 (48.9)                  | 1.8 (35.2)                  | −3.8 (25.2)                 | 8.8 (47.9)                  |
| أدنى درجة حرارة °م (°ف)            | −20.2 (−4.4)                | −15.6 (3.9)                 | −10.9 (12.4)                | −4.9 (23.2)                 | 5.0 (41.0)                  | 9.9 (49.8)                  | 15.7 (60.3)                 | 13.2 (55.8)                 | 5.6 (42.1)                  | −1.7 (28.9)                 | −9.2 (15.4)                 | −17.4 (0.7)                 | −20.2 (−4.4)                |
| الهطول مم (إنش)                    | 3.6 (0.14)                  | 7.0 (0.28)                  | 13.0 (0.51)                 | 18.2 (0.72)                 | 30.8 (1.21)                 | 53.3 (2.10)                 | 151.9 (5.98)                | 120.2 (4.73)                | 49.5 (1.95)                 | 29.6 (1.17)                 | 12.2 (0.48)                 | 4.1 (0.16)                  | 493.4 (19.43)               |
| متوسط أيام هطول الأمطار (≥ 0.1 mm) | 2.3                         | 2.9                         | 3.8                         | 4.0                         | 6.1                         | 8.0                         | 12.9                        | 11.1                        | 7.3                         | 5.3                         | 3.9                         | 2.1                         | 69.7                        |
| المصدر: Weather China              |                             |                             |                             |                             |                             |                             |                             |                             |                             |                             |                             |                             |                             |

## أعلام
- تشاو مينغانغ
- باول تومسون